# Tischtennisweltmeisterschaft 1987
Die 39. Tischtennisweltmeisterschaft fand vom 18. Februar bis zum 1. März 1987 in Neu-Delhi (Indien) statt. Spielort war das Indira-Gandhi-Stadion.

## Allgemeines
Insgesamt 60 Herrenmannschaften und 50 Damenmannschaften traten an. Alle sieben Titel gingen nach Asien, sechs davon ins „Reich der Mitte“ China. Obwohl sich die schwedischen Herren stark verbessert zeigten, konnten sie das Finale gegen die chinesische Mannschaft um den Weltmeister Jiang Jialiang nicht gewinnen.
Im Herreneinzel zeigte Jan-Ove Waldner seine Leistungsfähigkeit und drang bis ins Finale vor, musste aber dort die Überlegenheit des chinesischen Titelverteidigers Jiang Jialiang anerkennen.
Neben Waldner konnte Europa nur noch im Herrendoppel durch die Jugoslawen Zoran Primorac/Ilija Lupulesku mit einem 2. Platz und durch die Polen Leszek Kucharski/Andrzej Grubba mit einem 3. Platz punkten. Alle anderen Medaillen blieben in Asien.
Das deutsche Herrenteam erreichte einen guten 7. Platz, die deutschen Damen wurden 14.

## Spielsystem der Mannschaftswettbewerbe
Das bei früheren Weltmeisterschaften angewandte Kategoriensystem wird abgelöst durch ein Drei-Stufen-System. Nach diesem System spielen die Damen- und auch die Herrenteams.

### 1. Stufe
In der ersten Stufe werden 16 Gruppen A, B, C, D, E, F, G, H, J, K, L, M, N, P, R, S gebildet. Die ersten 16 Mannschaften der vorherigen WM 1985 sind gesetzt, von diesen wird eine jeweils einer Gruppe zugeordnet. Die restlichen Mannschaften werden in die Gruppen gelost. Auf diese Weise entstehen Gruppen mit 4 oder 5 Mannschaften.

### 2. Stufe
In der Folge spielen die 16 Gruppensieger um die Plätze 1 bis 16, die Zweiten um die Plätze 17 bis 32, die Dritten um die Plätze 33 bis 48 und die Vierten um die Plätze 49 bis 64.
Dazu werden in der 2. Stufe 16 Gruppen nach folgendem Schema gebildet:

#### Gruppensieger (Platz 1–16)
Es bedeutet <x>1 = Sieger von Gruppe <x> aus der 1.Stufe, zum Beispiel R1 = Sieger aus Gruppe R.
```
               Gruppe AA:    A1, H1, K1, R1
               Gruppe BB:    B1, G1, J1, S1
               Gruppe CC:    C1, F1, L1, P1
               Gruppe DD:    D1, E1, M1, N1
```

#### Zweite (Platz 17–32)
Es bedeutet <x>2 = Zweiter von Gruppe <x> aus der 1.Stufe, zum Beispiel G2 = Zweiter aus Gruppe G.
```
               Gruppe EE:    A2, G2, J2, S2
               Gruppe FF:    B2, H2, K2, R2
               Gruppe GG:    C2, E2, M2, N2
               Gruppe HH:    D2, F2, L2, P2
```

#### Dritte (Platz 33–48)
Es bedeutet <x>3 = Dritter von Gruppe <x> aus der 1.Stufe, zum Beispiel A3 = Dritter aus Gruppe A.
```
               Gruppe JJ:    A3, H3, K3, R3
               Gruppe KK:    B3, G3, J3, S3
               Gruppe LL:    C3, E3, M3, N3
               Gruppe MM:    D3, F3, L3, P3
```

#### Vierte (Platz 49–64)
Es bedeutet <x>4 = Vierter von Gruppe <x> aus der 1.Stufe, zum Beispiel P4 = Vierter aus Gruppe P.
```
               Gruppe NN:    A4, H4, J4, R4
               Gruppe PP:    B4, G4, K4, S4
               Gruppe RR:    C4, F4, L4, P4
               Gruppe SS:    D4, E4, M4, N4
```

### 3. Stufe
In dieser Stufe wird zunächst nach einem Play-off-System gespielt.
```
Um Ränge     1–8          9–16       17–24         25–36
          ------------------------------------------------
          AA1 - DD2    AA3 - BB4    EE1 - HH2    EE3 - HH4
          BB2 - CC1    CC4 - DD3    FF2 - GG1    FF4 - GG3
          DD1 - CC2    CC3 - DD4    HH1 - EE2    HH3 - GG4
          AA2 - BB1    AA4 - BB3    GG2 - FF1    EE4 - FF3
```

Dabei ist beispielsweise CC4 = Vierte der Gruppe CC aus der 2.Stufe.
Danach wird nach einem modifizierten K.-o.-System weitergespielt.

### Kritik an diesem System
Kritisiert wurde, dass die Paarungen in der 3. Stufe im Voraus feststehen. Dies ermöglicht in der 2.Stufe taktische Strategien, damit man in der 3.Stufe auf "angenehmere" Gegner trifft. Taktische Niederlagen unterstellten Kritiker der niederländischen Damenmannschaft im Spiel gegen die UdSSR sowie dem polnischen Herrenteam gegen Jugoslawien.
Daher wurde vorgeschlagen, in Zukunft erst nach Abschluss der Gruppenspiele der 2. Stufe die Paarungen für die 3. Stufe auszulosen.

## Abschneiden der Deutschen

### Mannschaftswettbewerb Herren
Mit Platz 17 bei der vorhergehenden WM 1985 wäre Deutschland nach dem seinerzeit geltenden Kategoriensystem in Kategorie A aufgestiegen. Deshalb wurde die deutsche Mannschaft unter die ersten 16 Nationen eingereiht, war daher gesetzt und wurde in der 1.Stufe in die Gruppe R eingeordnet. Dazu gelost wurden Italien, Nordjemen und Malta, letzteres blieb der Veranstaltung aber fern. Nach Siegen über Nordjemen (5:0) und Italien (5:1) belegte Deutschland Platz 1.
In der 2. Stufe wurde Deutschland in Gruppe AA Zweiter. Der 0:5-Niederlage gegen China folgten Siege gegen Frankreich (5:1) und England (5:4).
In der 3. Stufe – die Platzierungsspiele 1–8 – verlor das Team gegen Schweden knapp mit 4:5 (Georg Böhm holte drei Punkte, Ralf Wosik einen Punkt). Damit gelangte man in die Verliererrunde um Rang 5–8. Hier verlor man gegen Polen (1:5, Ehrenpunkt durch Georg Böhm) und gewann danach das Spiel um Platz 7 gegen Taiwan mit 5:2.
Jürgen Rebel konnte wegen Krankheit nur in den letzten zwei Mannschaftskämpfen eingesetzt werden.

### Mannschaftswettbewerb Damen
Die Damenmannschaft musste auf Olga Nemes verzichten, die krankheitsbedingt nicht zur WM gefahren war und durch Nicole Dekein ersetzt wurde.
Als 14. bei der vorhergehenden WM 1985 war die deutsche Mannschaft gesetzt und wurde in der 1. Stufe in Gruppe N eingeordnet. Hier wurden sie durch zwei 3:0-Siege gegen Isle of Man und Österreich Erster. Das ebenfalls zugeloste Philippinen hatte seine Mannschaft zurückgezogen.
In der 2. Stufe verlor das Team in Gruppe DD alle Spiele: gegen Niederlande 0:3, gegen UdSSR 1:3 und gegen Hongkong 2:3. Dies reichte in der 3. Stufe nur zu den Spielen um Rang 9-16. Nach der 0:3-Niederlage gegen die CSSR siegten sie in der Verliererrunde gegen Frankreich 3:0, verloren dann aber das Spiel um Platz 13 gegen Hongkong mit 3:2. Dies bedeutete den gleichen Platz 14 wie bei der vorherigen WM.

### Herreneinzel
Am weitesten von allen Deutschen kam Georg Böhm sowohl im Einzel als auch im Doppel. Nach Siegen über den Nordkoreaner Hong Chol und den Kanadier Horatio Pintea schied er in der dritten Runde gegen den Polen Leszek Kucharski aus. Steffen Fetzner scheiterte schon in der Qualifikationsrunde an Peter Jackson (Neuseeland), ebenso Jürgen Rebel, der gegen Jwat Hikmat (Palästina) und Istvan Poljak gewann, aber gegen den Inder Arun J. Barua verlor. Jörg Roßkopf unterlag im ersten Spiel Erik Lindh (Schweden). Ebenso scheiterte Ralf Wosik in Runde 1 an Ahn Jae-hyung (Südkorea).

### Herrendoppel
Spätestens in der 2. Hauptrunde waren alle deutschen Doppel ausgeschieden. Wosik / Rebel setzten sich in der Qualifikationsrunde gegen Mogens Sonnichsen / Claus Sandbye (Dänemark) und Mashoor al Khatib / Mohamed al Khoder (Saudi-Arabien) durch, danach waren aber die Südkoreaner Ahn Jae-hyung / Yoo Nam-kyu zu stark. Fetzner / Roßkopf scheiterten bereits in der Qualifikationsrunde an den Nordkoreanern Chu Jong-chol / Kim Song-hui, zuvor hatten sie gegen Oktay Cimen / Gurhan Yaldiz (Türkei) gewonnen. Am weitesten kam Georg Böhm mit seinem schwedischen Doppelpartner Thomas von Scheele. In der Vorrunde siegten sie gegen Nuno Dias / Diamantino Pinto (Portugal), Juan B. Perez / Jose M. Pales (Spanien) und David McIlroy / Anwar Majid (Schottland). In der Hauptrunde schalteten sie die Niederländer Paul Haldan / Henk von Spanje aus, konnten dann aber gegen die Japaner Juzo Nukazuka / Kiyoshi Saitō nicht weiterkommen.

### Dameneinzel
Bereits in der 1. Runde schieden Ilka Böhning (gegen Jolanta Szatko-Nowak, Polen) und Katja Nolten (gegen Jelena Kowtun, UdSSR) aus. Nicole Dekein kam nach einem Freilos und einem Gewinn gegen Katalina Iwanowa (Bulgarien) in die 3. Runde, in der sie von der Japanerin Kiyomi Ishida gestoppt wurde. Margit Freiberg überstand die Qualifikationsrunde, indem sie Habil Souha (Syrien) und Nihal Meshref (Ägypten) schlug. Nach einem Freilos war in der Hauptrunde 2 Endstation gegen Chen Zihe (China).
Susanne Wenzel trat in den Individualwettbewerben für Luxemburg an. Sie besiegte die Nordkoreanerin Kim Gyong-sun, verlor danach jedoch gegen Daniela Gergeltschewa (Bulgarien).

### Damendoppel
Recht erfolgreich war das Doppel Dekein / Nolten. Es überstand zwei Runden gegen Elisabeth Robb / Janet Smith (Schottland) und Jose Bakker / Bettine Vriesekoop (Niederlande), ehe sie dann an den Japanerinnen Mika Hoshino / Miki Kitsukawa scheiterten. Lospech hatten Böhning / Freiberg: Sie waren in der ersten Runde gegen die Chinesinnen He Zhili / Jiao Zhimin chancenlos.

### Mixed
Fetzner / Nolten verloren in Runde 1 gegen Massimo Costantini / Giorgia Zampini (Italien). Eine Runde weiter kamen Böhm / Böhning: Dem Sieg über Lars Hauth / Charlotte Polk (Dänemark) folgte das Aus gegen Zsolt Harczi / Edit Urbán (Ungarn). Rebel / Freiberg überstanden die Qualifikationsrunde nicht. Sie gewannen gegen Malcolm Darroch / Sharon Coad (Neuseeland), verloren danach aber gegen Ron van Spanje / Brigitte Thiriet (Niederlande/Frankreich). Ralf Wosik hatte die Schwedin Pia Eliasson als Partnerin. Sie schalteten zunächst in der Qualifikationsrunde Pedro Miguel / Ana Placido (Portugal), Alain Bourbonnais / Jill Barton (Kanada) und Walter Nathan / Mónica Liyau (Peru) sowie in der Hauptrunde David Hannah / Elisabet Tobb (Schottland) aus, schieden dann aber gegen Igor Podnossov / Walentina Popowa (UdSSR) aus.

## Wissenswertes
- Den Spielern aus Israel wurde aus politischen Gründen kein Einreisevisum erteilt, sie konnten daher nicht teilnehmen[10].
- Viele europäische Teilnehmer erkrankten. Magen-/Darmbeschwerden und Fieberanfälle behinderten stark. Mikael Appelgren reiste deshalb vorzeitig nach Hause. Bei Dietmar Palmi wurde Malaria diagnostiziert[11].
- Jacques Secrétin beendete seine internationale Laufbahn.
- Als erfolgreichste Mannschaftsspieler des Turniers erhielten Chen Longcan (China) und Jiao Zhimin (China) die JOOLA Trophy.
- Die Tschechin Marie Hrachová erhält vom SCI den Richard Bergmann Fair Play Preis.
- Der Chinese Jiang Jialiang erhält vom SCI den Victor Barna Preis.

## ITTF-Kongress
Beim ITTF-Kongress, der jedes Mal bei Weltmeisterschaften stattfindet, wurde der Japaner Ichirō Ogimura als Nachfolger von Roy Evans zum Präsidenten gewählt. Stellvertreter wurde der Schwede Sven-Olof Hammarlund. Zwei Regeln wurden geändert: Zwischen allen Sätzen eines Spiels darf 2 Minuten Pause gemacht werden. Beim Aufschlag muss der Ball mindestens 16 cm aus der freien Hand hochgeworfen werden.

## Ergebnisse
| Wettbewerb        | Rang | Sieger                                                                                    |
| ----------------- | ---- | ----------------------------------------------------------------------------------------- |
| Mannschaft Herren | 1.   | China (Jiang Jialiang, Teng Yi, Chen Xinhua, Wang Hao, Chen Longcan)                      |
| Mannschaft Herren | 2.   | Schweden (Mikael Appelgren, Ulf Carlsson, Jörgen Persson, Erik Lindh, Jan-Ove Waldner)    |
| Mannschaft Herren | 3.   | Nordkorea (Chu Jong-chol, Kim Song-hui, Sun ll Hong, Li Gun-sang, Hong Chol)              |
| Mannschaft Herren | 7.   | Deutschland (Georg Böhm, Jörg Roßkopf, Ralf Wosik, Steffen Fetzner, Jürgen Rebel)         |
| Mannschaft Herren | 15.  | Österreich (Gottfried Bär, Peter Eckel, Stanislaw Fraczyk, Dietmar Palmi, Harald Schicht) |
| Mannschaft Herren | 36.  | Schweiz (Thomas Busin, Jan Gurtner, Thierry Miller, Stefan Renold)                        |
| Mannschaft Damen  | 1.   | China (Dai Lili, Jiao Zhimin, Li Huifen, Chen Jing)                                       |
| Mannschaft Damen  | 2.   | Südkorea (Hong Soon-hwa, Yang Young-ja, Baek Soon-ae, Hyun Jung-hwa)                      |
| Mannschaft Damen  | 3.   | Ungarn (Edit Urbán, Csilla Bátorfi, Krisztina Nagy, Szilvia Káhn)                         |
| Mannschaft Damen  | 14.  | Deutschland (Ilka Böhning, Nicole Dekein, Margit Freiberg, Katja Nolten)                  |
| Mannschaft Damen  | 29.  | Schweiz (Monika Frey, Brigitte Hirzel, Beatrice Witte)                                    |
| Mannschaft Damen  | 31.  | Österreich (Vera Kottek, Andrea Krauskopf, Barbara Wiltsche, Michaela Zillner)            |
| Herren Einzel     | 1.   | Jiang Jialiang – CHN                                                                      |
| Herren Einzel     | 2.   | Jan-Ove Waldner -SWE                                                                      |
| Herren Einzel     | 3.   | Chen Xinhua – CHN                                                                         |
| Herren Einzel     | 3.   | Teng Yi – CHN                                                                             |
| Damen Einzel      | 1.   | He Zhili – CHN                                                                            |
| Damen Einzel      | 2.   | Yang Young-ja – KOR                                                                       |
| Damen Einzel      | 3.   | Guan Jianhua – CHN                                                                        |
| Damen Einzel      | 3.   | Dai Lili – CHN                                                                            |
| Herren Doppel     | 1.   | Chen Longcan / Wei Qingguang – CHN                                                        |
| Herren Doppel     | 2.   | Zoran Primorac/Ilija Lupulesku – YUG                                                      |
| Herren Doppel     | 3.   | Leszek Kucharski/Andrzej Grubba – POL                                                     |
| Herren Doppel     | 3.   | Ahn Jae-hyung/Yoo Nam-kyu – KOR                                                           |
| Damen Doppel      | 1.   | Hyun Jung-hwa/Yang Young-ja – KOR                                                         |
| Damen Doppel      | 2.   | Dai Lili/Li Huifen – CHN                                                                  |
| Damen Doppel      | 3.   | Cho Jong-hui/Li Bun-hui – PRK                                                             |
| Damen Doppel      | 3.   | Jiao Zhimin/He Zhili – CHN                                                                |
| Mixed             | 1.   | Hui Jun/Geng Lijuan – CHN                                                                 |
| Mixed             | 2.   | Jiang Jialiang/Jiao Zhimin – CHN                                                          |
| Mixed             | 3.   | Ahn Jae-hyung/Yang Young-ja – KOR                                                         |
| Mixed             | 3.   | Wang Hao/Guan Jianhua – CHN                                                               |

## Medaillenspiegel
| Rang  | Land                | Gold | Silber | Bronze | Gesamt |
| ----- | ------------------- | ---- | ------ | ------ | ------ |
| 1     | Volksrepublik China | 6    | 2      | 6      | 14     |
| 2     | Südkorea            | 1    | 2      | 2      | 5      |
| 3     | Schweden            | 0    | 2      | 0      | 2      |
| 4     | Jugoslawien         | 0    | 1      | 0      | 1      |
| 5     | Nordkorea           | 0    | 0      | 2      | 2      |
| 6     | Ungarn              | 0    | 0      | 1      | 1      |
| 6     | Polen               | 0    | 0      | 1      | 1      |
| Total | Total               | 7    | 7      | 12     | 26     |